# Alfonso Orlando
Alfonso Orlando (ur. 17 maja 1892 w Nocera Inferiore, zm. 29 sierpnia 1969 w Bergamo) – włoski lekkoatleta specjalizujący się w biegach długich.
Orlando reprezentował Królestwo Włoch podczas V Letnich Igrzyskach Olimpijskich w 1912 roku w Sztokholmie, gdzie wystartował w dwóch konkurencjach. W biegu na 5000 metrów startował w piątym biegu eliminacyjnym, którego jako jeden z pięciu zawodników nie ukończył. W biegu na 10 000 metrów biegł w drugim biegu eliminacyjnym, który kończył na piątym miejscu z czasem 33:44,6. Awansował do finału z siódmym czasem. Bieg finałowy ukończył z czasem 33:31,2 zajął piąte miejsce.
Reprezentował barwy klubu Atalanta Bergamo.
Rekordy życiowe:
- bieg na 5000 metrów – 15:46,8 (1912)
- bieg na 10 000 metrów – 32:57,2 (1912)